# Koman Vladimir
Koman Vladimir (ukránul: Володимир Володимирович Коман [Volodimir Volodimirovics Koman], oroszul: Владимир Владимирович Коман [Vlagyimir Vlagyimirovics Koman]; Ungvár, Szovjetunió, 1989. március 16. –) ukrán nemzetiségű magyar labdarúgó, jelenleg a Dorogi FC játékosa.

## Pályafutása

### Klubcsapatokban

#### Haladás
Koman gyermekkorában családjával együtt Szombathelyre költözött. Koman, akinek édesapja szintén labdarúgó volt, pályafutását a helyi Haladásban kezdte. Mindössze tizenöt éves volt, amikor bemutatkozott az NB II-ben. Az első gólt a felnőttek között 2004. szeptember 25-én szerezte, amikor a vendégek sokáig 1–0-ra vezettek, majd a hazai csapat egyenlített és a 81. percben Koman egy lecsorgó lövés után elvetődve, jobbal a hálóba lőtt. Így nyerte meg 2–1-re a mérkőzést a Haladás. Komanra hamarosan külföldről is felfigyeltek, ám a nehézkes átigazolási szabályok miatt csak 2005 nyarán tudta igazolni az olasz első osztályú Sampdoria csapata.

#### Sampdoria
Koman a Serie A-ban 2007. április 7-én mutatkozott be a Torino elleni hazai mérkőzésen, rögtön a kezdőcsapat tagjaként, és adott egy gólpasszt a találkozó egyetlen gólja előtt, amelyet Emiliano Bonazzoli szerzett. A 2007–2008-as szezont a tartalék (Primavera) csapatban töltötte, amellyel bajnokságot és kupát nyert. A siker köszönhető Komannak is, aki az Inter elleni sorsdöntő mérkőzésen győztes gólt szerzett. A 2008–2009-es idényt a Serie B-ben szereplő US Avellinóban töltötte kölcsönben. A szezon végén visszatért a Sampdoriához, amely megint kölcsönadta, ezúttal a Serie A újoncának, a Barinak. A 2010–2011-es szezont már ismét a Sampdoria nagycsapatánál kezdte, és a bajnokságban is rendre szóhoz jutott. 2010. szeptember 16-án az UEFA Európa Liga csoportkörében a PSV Eindhoven ellen a nemzetközi kupaporondon is bemutatkozott, méghozzá kezdőként gólpasszal segítette csapatát. 2010. október 21-én a Metaliszt Harkiv ellen pedig már első nemzetközi kupagólját is megszerezte, igaz csapata kikapott Ukrajnában (1-2). A Debreceni VSC elleni 2-0-ra elvesztett találkozón ő viselte a csapatkapitányi karszalagot is.

#### US Avellino – kölcsönben
A 2008-2009-es idényt a Serie B-ben szereplő US Avellinóban töltötte kölcsönben, ahol 28 mérkőzésen 4 gólt szerzett. 2008. december 13-án megszerezte első gólját a Salerno ellen. Az Avellino színeiben Komannak volt olyan mérkőzése is, melyen kettős emberhátránynál is be tudott találni az ellenfél (Modena F.C.) kapujába. A AC Rimini ellen gólpasszt adott, majd az utolsó két mérkőzésén 1-1 gólt szerzett.

#### AS Bari – kölcsönben
2009 júliusában írták alá azt a szerződést, mely szerint Koman a Bari csapatában folytatja kölcsönjátékosként. A bemutatkozása remekül sikerült, hiszen a Ridanna elleni mérkőzésen azonnal gólt szerzett.
Eleinte nem találta a helyét, azonban az U20-as világbajnokságon nyújtott teljesítményével kiharcolta, hogy számításba vegyék a bajnokikon is, sőt a Sampdoria is érdeklődve figyelte teljesítményét. 2010. január 30-án a Palermo elleni bajnokin csereként beállva a 84. percben megszerezte pályafutása első Serie A gólját. Második gólját az Udinese ellen szerezte.

#### Visszatérés a Sampdoriába
2010 nyarán visszatért a Sampdoriába. 2010. szeptember 16-án debütált a Bajnokok Ligájában a PSV Eindhoven ellen és gólpasszt adott Fabrizio Cacciatore-nek. Domenico Di Carlo érkezésével, gyakran a középpálya bal oldalán és a közepén játszott, Stefano Gubertivel és Daniele Manninivel alkották a középpályát. 2010. október 21-én megszerezte az első gólját a Bajnokok Ligájában a Metalist ellen, de a Sampdoria 2-1-re kikapott idegenben. 2011 júniusában kiestek az első osztályból. A bajnokságban 24 meccsen lépett pályára, de csak 14-szer volt kezdő.
A másodosztályban is csak perceket kapott. 6 bajnokin lépett pályára és 1 kupa mérkőzésen. 2012. január 6-án a Sampdoria–Varese olasz bajnoki mérkőzésen a 85. percben lépett pályára, majd a 93. percben piros lapot kapott. Ez volt a genovai klub színeiben az utolsó mérkőzése. Ezek után a Brescia és a Sassuolo is érdeklődött iránta. 2012 januárjában a német és az olasz sajtó is arról számolt be, hogy Koman a Bundesliga 2-ben szereplő 1860 München csapatánál folytatja pályafutását.

#### AS Monaco
2012. január 31-én a Ligue 2-ben szereplő AS Monaco csapatába igazolt, négy és fél évre. Február 13-án debütált új klubja színeiben a bajnokságban a Bastia elleni, 1:0-ra elveszített mérkőzésen kezdőként. Négy nappal később az Arles-Avignon vendégeként 2-1-es vereséget szenvedtek Komanék, kezdőként végig a pályán volt és a 38. percben sárga lapot kapott.

#### FK Krasznodar
A 2012-es nyári átigazolási szezonban, kötött hároméves szerződést az orosz csapattal. Az FK Krasznodart 2008-ban alapították, első szezonját az orosz harmadosztályban kezdte meg a csapat. Egy évre rá már másodosztályú volt, majd két szezon után feljutott az élvonalba. A csapat az előző szezonban a kilencedik helyen zárt a 16 csapatos Premjer-ligában úgy, hogy „megnyerte" az alsóházi küzdelmeket. Koman 2012. július 23-án játszotta első bajnokiját hazai pályán a Rubin Kazany ellen, ahol kezdőként lépett pályára, csapata 2 gólos vezetésénél lecserélték, a 62. percben. Az FK Krasznodar 2-1-re nyerte a nyitómérkőzést.
2013 nyarán a Krasznodar kölcsönadta az FK Ural csapatának. 2013. szeptember 16-án debütált ideiglenes csapatában a Gyinamo Moszkva elleni bajnokin. 2014. május 15-én első gólját is megszerezte a csapatban a Volga Nyizsnyij Novgorod ellen, a 45. percben.
2014 augusztusában a Diósgyőri VTK szerződtette volna, de Koman visszautasította az ajánlatot. Koman menedzsere, Kovács Bálint megerősítette a Nemzeti Sportnak, hogy a belga Club Brugge érdeklődik a játékos iránt.
2014. július 1-jén klubja felbontotta a szerződését.
2014. november 12-én az amerikai digitális médiaszolgáltató, a Bleacher Report Komant Víctor Valdés és Simão Sabrosa mellett a legnevesebb szabadon igazolható labdarúgók közé sorolta.

#### Diósgyőri VTK
Koman 2015 februárjában szerződött a Diósgyőri VTK csapatához. Első fél szezonjában mindössze 10 bajnokin lépett pályára. 2015. augusztus 1-jén szerezte első gólját a klubban a Videoton ellen büntetőből. 2015. december 12-én a Békéscsaba ellen újra eredményes volt. Ekkor a horvát bajnokságban szereplő Rijeka szerződtette volna. A 2015-16-os szezonban csapatkapitánya volt a miskolci együttesnek, 26 mérkőzésen három gólt szerzett. Az idény végén felbontotta a szerződését, és távozott.

#### Adanaspor
Próbajátékon szerepelt az Orenburgban. Végül nem az orosz, hanem a török élvonal újoncához igazolt, két évre írt alá a másodosztályban 2015-16-os szezonban aranyérmet szerző Adanasporhoz. A 2017-2018-as szezonban 17 bajnokin két gólt szerzett a török második ligában.

#### Szepahan Iszfahan FC
2018. augusztus 1-jén csatlakozott az Szepahan Iszfahanhoz. Első gólját nyolcadik bajnoki mérkőzésén szerezte a Machine Szazi ellen a bajnokság 13. fordulójában. Összesen 25 tétmérkőzésen kapott lehetőséget a csapatban, amely ezüstérmet szerzett a bajnokságban a 2018-2019-es idényben. Két gólt és négy gólpasszt jegyzett. 2019 nyarán meghosszabbította szerződését a csapattal. 2020 augusztusában távozott a klubtól.

#### al-Hatta
2020. augusztus 17-én az Egyesült Arab Emírségek bajnokságában szereplő al-Hatta játékosa lett.

#### Chennaiyin
Egy év elteltével, 2021 szeptemberében az Indiai Szuperligában szereplő Chennaiyinban folytatta pályafutását.

#### Újra a DVTK-ban
2022 júliusában visszatért a Diósgyőri VTK-hoz. 2023 nyarán távozott a miskolci klubtól, majd miután egy évig nem volt csapata, 2024 nyarán hivatalosan is bejelentette visszavonulását.

### A válogatottban
Koman csapatkapitánya volt a magyar U17-es válogatottnak a 2006-os luxemburgi U17-es labdarúgó-Európa-bajnokságon, ahol a csoportmérkőzések során egy találatot ért el.
A 2008 júliusában zajló U19-es Európa-bajnokságon a magyar csapat a harmadik helyet szerezte meg. Ezzel az eredménnyel a válogatott kvalifikálta magát az U20-as világbajnokságra, amely Egyiptomban került megrendezésre 2009. szeptember 24. és október 16. között. A tornán bronzérmet szerző magyar csapat kapitányát öt találatáért ezüstcipővel jutalmazta a Nemzetközi Labdarúgó-szövetség (FIFA).
A felnőtt válogatottba Erwin Koeman hívta be először 2010 májusában a németek és a hollandok elleni barátságos mérkőzésekre. A németek elleni vesztes mérkőzésen (0-3) mutatkozott be, méghozzá kezdőként 2010. május 29-én. A 2010-es Európa-bajnoki selejtezőkön már Egervári Sándor lett a szövetségi kapitány, aki az egyiptomi U20-as vb-n is a magyar utánpótlás-válogatott edzője volt. Koman nála már alapembernek számított, a Moldova elleni selejtezőn megszerezte első gólját is 2010. szeptember 7-én, ezzel harcolta ki a válogatott a győzelmet (2-1). Novemberben betalált a San Marino elleni meccsen (8-0), négy nappal később a finnek ellen beállva jó játékkal és gólpasszal segítette fontos győzelemhez a válogatottat (2-1).

## Sikerei, díjai

### Klubcsapatokkal
Sampdoria
- 2007-2008: Koman tagja volt a Sampdoria korosztályos csapatának, amely megnyerte a Giacinto Facchetti egykori, neves olasz labdarúgóról elnevezett országos kupát.

 Diósgyőri VTK
- NB II bajnok: 2022–23

### A válogatottal
- 2006-os U17-es labdarúgó-Európa-bajnokság – (Luxemburg): ötödik hely
- 2008-as U19-es labdarúgó-Európa-bajnokság – (Csehország): bronzérem
- 2009-es U20-as labdarúgó-világbajnokság – (Egyiptom): bronzérem

### Egyéni
- 2009-es U20-as labdarúgó-világbajnokság – (Egyiptom): ezüstcipő

## Statisztika

### A válogatottban
| Magyarország | Magyarország    | Magyarország | Magyarország |
| Év           | Pályára lépések | Gólok        |              |
| ------------ | --------------- | ------------ | ------------ |
| 2010         | 7               | 2            |              |
| 2011         | 11              | 3            |              |
| 2012         | 7               | 2            |              |
| 2013         | 9               | 0            |              |
| 2014         | 2               | 0            |              |
| Összesen     | 36              | 7            |              |

### Mérkőzései a válogatottban
| Magyarország | Magyarország         | Magyarország                       | Magyarország     | Magyarország | Magyarország  | Magyarország | Magyarország | Magyarország |
| #            | Dátum                | Helyszín                           | Hazai            | Eredmény     | Vendég        | Kiírás       | Gólok        | Esemény      |
| ------------ | -------------------- | ---------------------------------- | ---------------- | ------------ | ------------- | ------------ | ------------ | ------------ |
| 1.           | 2010. május 29.      | Budapest, Puskás Ferenc Stadion    | Magyarország     | 0 – 3        | Németország   | barátságos   | -            | 88'          |
| 2.           | 2010. augusztus 11.  | London, Wembley Stadion            | Anglia           | 2 – 1        | Magyarország  | barátságos   | -            | 46' 74'      |
| 3.           | 2010. szeptember 3.  | Stockholm, Råsunda Stadion         | Svédország       | 2 – 0        | Magyarország  | Eb-selejtező | -            |              |
| 4.           | 2010. szeptember 7.  | Budapest, Szusza Ferenc Stadion    | Magyarország     | 2 – 1        | Moldova       | Eb-selejtező | 1            | 66' 88'      |
| 5.           | 2010. október 8.     | Budapest, Puskás Ferenc Stadion    | Magyarország     | 8 – 0        | San Marino    | Eb-selejtező | 1            | 60' 78'      |
| 6.           | 2010. október 12.    | Helsinki, Olimpiai Stadion         | Finnország       | 1 – 2        | Magyarország  | Eb-selejtező | -            | 46'          |
| 7.           | 2010. november 17.   | Székesfehérvár, Sóstói Stadion     | Magyarország     | 2 – 0        | Litvánia      | barátságos   | -            |              |
| 8.           | 2011. február 9.     | Dubaj, al-Sabab Stadion (UAE)      | Azerbajdzsán     | 0 – 2        | Magyarország  | barátságos   | -            | 46'          |
| 9.           | 2011. március 25.    | Budapest, Puskás Ferenc Stadion    | Magyarország     | 0 – 4        | Hollandia     | Eb-selejtező | -            | 44' 46'      |
| 10.          | 2011. március 29.    | Amszterdam, Amsterdam ArenA        | Hollandia        | 5 – 3        | Magyarország  | Eb-selejtező | -            | 46'          |
| 11.          | 2011. június 3.      | Luxembourg, Stade Josy Barthel     | Luxemburg        | 0 – 1        | Magyarország  | barátságos   | -            | 68'          |
| 12.          | 2011. június 7.      | Serravalle, Olimpiai Stadion       | San Marino       | 0 – 3        | Magyarország  | Eb-selejtező | 1            | 83'          |
| 13.          | 2011. augusztus 10.  | Budapest, Puskás Ferenc Stadion    | Magyarország     | 4 – 0        | Izland        | barátságos   | 1            | 32'          |
| 14.          | 2011. szeptember 2.  | Budapest, Puskás Ferenc Stadion    | Magyarország     | 2 – 1        | Svédország    | Eb-selejtező | -            |              |
| 15.          | 2011. szeptember 6.  | Chișinău, Zimbru Stadion           | Moldova          | 0 – 2        | Magyarország  | Eb-selejtező | -            |              |
| 16.          | 2011. október 11.    | Budapest, Puskás Ferenc Stadion    | Magyarország     | 0 – 0        | Finnország    | Eb-selejtező | -            |              |
| 17.          | 2011. november 11.   | Budapest, Puskás Ferenc Stadion    | Magyarország     | 5 – 0        | Liechtenstein | barátságos   | 1            | 62' 79'      |
| 18.          | 2011. november 15.   | Poznań, Városi Stadion             | Lengyelország    | 2 – 1        | Magyarország  | barátságos   | -            |              |
| 19.          | 2012. február 29.    | Győr, ETO Park                     | Magyarország     | 1 – 1        | Bulgária      | barátságos   | -            | a szünetben  |
| 20.          | 2012. június 4.      | Budapest, Puskás Ferenc Stadion    | Magyarország     | 0 – 0        | Írország      | barátságos   | -            |              |
| 21.          | 2012. augusztus 15.  | Budapest, Puskás Ferenc Stadion    | Magyarország     | 1 – 1        | Izrael        | barátságos   | -            | 79'          |
| 22.          | 2012. szeptember 7.  | Andorra la Vella, Estadi Comunal   | Andorra          | 0 – 5        | Magyarország  | vb-selejtező | 1            | 20' 82'      |
| 23.          | 2012. szeptember 11. | Budapest, Puskás Ferenc Stadion    | Magyarország     | 1 – 4        | Hollandia     | vb-selejtező | -            | a szünetben  |
| 24.          | 2012. október 16.    | Budapest, Puskás Ferenc Stadion    | Magyarország     | 3 – 1        | Törökország   | vb-selejtező | 1            | 31' 73'      |
| 25.          | 2012. november 14.   | Budapest, Puskás Ferenc Stadion    | Magyarország     | 0 – 2        | Norvégia      | barátságos   | -            | 59'          |
| 26.          | 2013. február 6.     | Belek, Bellis Sports Center (TUR)  | Fehéroroszország | 1 – 1        | Magyarország  | barátságos   | -            | a szünetben  |
| 27.          | 2013. március 22.    | Budapest, Puskás Ferenc Stadion    | Magyarország     | 2 – 2        | Románia       | vb-selejtező | -            |              |
| 28.          | 2013. március 26.    | Isztambul, Şükrü Saracoğlu Stadion | Törökország      | 1 – 1        | Magyarország  | vb-selejtező | -            |              |
| 29.          | 2013. június 6.      | Győr, ETO Park                     | Magyarország     | 1 – 0        | Kuvait        | barátságos   | -            | 81'          |
| 30.          | 2013. augusztus 14.  | Budapest, Puskás Ferenc Stadion    | Magyarország     | 1 – 1        | Csehország    | barátságos   | -            |              |
| 31.          | 2013. szeptember 6.  | Bukarest, Nemzeti Stadion          | Románia          | 3 – 0        | Magyarország  | vb-selejtező | -            | 85'          |
| 32.          | 2013. szeptember 10. | Budapest, Puskás Ferenc Stadion    | Magyarország     | 5 – 1        | Észtország    | vb-selejtező | -            |              |
| 33.          | 2013. október 11.    | Amszterdam, Amsterdam ArenA        | Hollandia        | 8 – 1        | Magyarország  | vb-selejtező | -            |              |
| 34.          | 2013. október 15.    | Budapest, Puskás Ferenc Stadion    | Magyarország     | 2 – 0        | Andorra       | vb-selejtező | -            | 79'          |
| 35.          | 2014. március 5.     | Győr, ETO Park                     | Magyarország     | 1 – 2        | Finnország    | barátságos   | -            | 64'          |
| 36.          | 2014. május 22.      | Debrecen, Nagyerdei stadion        | Magyarország     | 2 – 2        | Dánia         | barátságos   | -            | a szünetben  |
|              | Összesen             |                                    |                  | 36           | mérkőzés      |              | 7            | gól          |